# Крюков, Александр Иванович
Александр Иванович Крюков (1902—1974) — советский хозяйственный, государственный и политический деятель, генерал-майор (1942).

## Биография
Родился 27 августа 1902 года в селе Воскресенское Воскресенского уезда Нижегородской губернии (ныне пгт в составе Нижегородской области).
В РККА с 15 мая 1923 года. Член РКП(б) с 1920 года.
С 1919 года — на хозяйственной, общественной и политической работе. В 1919—1946 гг. — на различных должностях, ответственный секретарь Воскресенского укома РКСМ, политрук 50-го стрелкового полка, и.д. помощника по политчасти командира Ногинского стрелкового полка, военком 3-го батальона 50-й территориальной стрелковой бригады, военком 2-го Московского стрелкового полка.
С октября 1937 по апрель 1939 года — военком 49-й стрелковой дивизии.
С апреля по сентябрь 1939 года — военком 33-го стрелкового корпуса.
С сентября по 16 ноября 1939 года — член Военного совета Северной группы войск.
С 30 сентября 1939 по 1 сентября 1944 года — член Военного совета 14-й армии Ленинградского военного округа, затем Карельского фронта.
6 января 1956 года уволен в запас.
Делегат XVIII съезда КПСС.
Умер 20 июня 1974 года в Москве. Похоронен на Донском кладбище Москвы.

## Награды
- Орден Ленина (20.06.1949);
- четыре ордена Красного Знамени (07.05.1940, 2.11.1944, 3.11.1944, 03.11.1953);
- медаль «За оборону Советского Заполярья»;
- медаль «За победу над Германией в Великой Отечественной войне 1941—1945 гг.».
- медали.